# Rakovitsa
Rakovitsa (en rus: Раковица) és un poble de la República de Komi, a Rússia, segons el cens del 2010 tenia 11 habitants.